# جاده ئی۶۳ اروپا

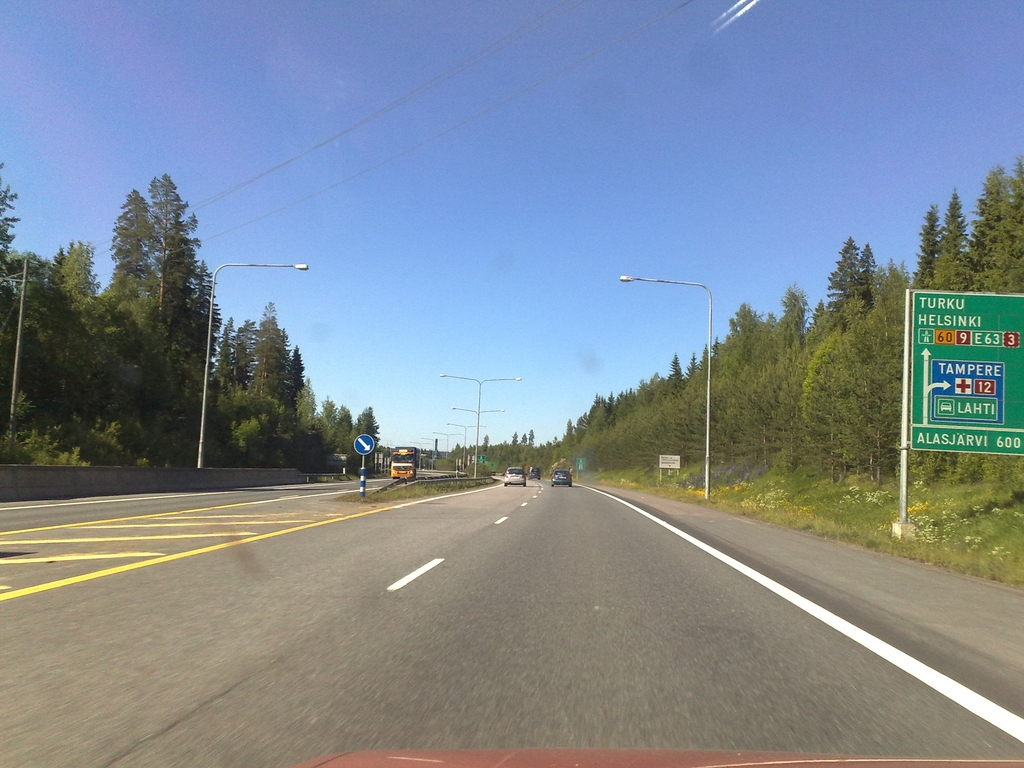
جاده ئی۶۳ اروپا در فنلاند

جاده ئی۶۳ اروپا (به انگلیسی: European route E63) یکی از جاده‌های اصلی قاره اروپا است که در کشور فنلاند قرار دارد.
این جاده که از شهر سودانکیلا شروع شده، در شهر تورکو به پایان میرسد و مسافت آن ۱۱۲۶ کیلومتر است.